# Municipio de Hegins
El municipio de Hegins (en inglés: Hegins Township) es un municipio ubicado en el condado de Schuylkill en el estado estadounidense de Pensilvania. En el año 2000 tenía una población de 3.519 habitantes y una densidad poblacional de 42 personas por km².

## Geografía
El municipio de Hegins se encuentra ubicado en las coordenadas 40°37′00″N 76°32′59″O / 40.61667, -76.54972.

## Demografía
Según la Oficina del Censo en 2000 los ingresos medios por hogar en la localidad eran de $36,091 y los ingresos medios por familia eran $43,207. Los hombres tenían unos ingresos medios de $30,673 frente a los $24,704 para las mujeres. La renta per cápita para la localidad era de $17,571. Alrededor del 6,3% de la población estaban por debajo del umbral de pobreza.